# Roberto Baggio
Roberto Baggio, italijanski nogometaš, * 18. februar 1967, Caldogno, Italija.
Baggio je svojo celotno klubsko kariero igral v Serie A za klube Vicenza, Fiorentina, Juventus, Milan, Bologna, Internazionale in Brescia. Dvakrat je osvojil naslov italijanskega državnega prvaka, v sezoni 1994/95 z Juventusom in 1995/96 z Milanom. Skupno je v italijanski ligi odigral 488 prvenstvenih tekem, na katerih je dosegel 218 golov.
Za italijansko reprezentanco je zaigral na svetovnih prvenstvih v letih 1990, 1994 in 1998. Na prvenstvu leta 1994 je z reprezentanco osvojil drugo mesto, leta 1990 pa tretje. Skupno je za reprezentanco odigral 56 tekem, na katerih je dosegel 27 golov.
Leta 1993 je prejel nagradi Zlata žoga in Nogometaš leta na svetu FIFA.